# 2060年代
| 千纪： | 3千纪                                                                                            |
| 世纪： | 20世纪 \| 21世纪 \| 22世纪                                                                       |
| 年代： | 2030年代 \| 2040年代 \| 2050年代 \| 2060年代 \| 2070年代 \| 2080年代 \| 2090年代                 |
| 年份： | 2060年 \| 2061年 \| 2062年 \| 2063年 \| 2064年 \| 2065年 \| 2066年 \| 2067年 \| 2068年 \| 2069年 |

2060年代从2060年1月1日开始，到2069年12月31日结束。

## 已知事件
- 2061年10月10日：辛亥革命成功150週年
- 2064年7月28日：第一次世界大戰爆發150週年。

## 时间囊
- 2061年9月1日加拿大薩斯喀徹溫省比加鎮的圣加布里埃尔学校（St. Gabriel School）的一個时间囊計劃在其分校大萨斯卡通天主教学校（Greater Saskatoon Catholic Schools）成立150周年之际打開。 它在2011年9月11日被封存，但沒有被掩埋。
- 唐哈靈頓探索中心（Don Harrington Discovery Center）的發現氦百週年纪念碑（Helium Centennial Time Columns Monument ）预计将在1968年起被锁定後過了100年再次打開時間囊。

## 预测

### 2060年
根据国际能源机构（IEA）的预测，全球三分之一的能源可能是太阳能。

### 2061年
- 商业开采月球元素在经济上是可行的。[2]
- 预计新加坡與馬來西亞水資源協定将到期。
- 7月28日—哈雷彗星到达近日点，也就是离太阳最近的点，上一次到达近日点是在1986年2月9日。

### 2065年
- 11月11日-水星凌日
- 世界协调时的11月22日12时45分金星将隐匿木星。 从地球上观测将非常困难，因为此时金星和木星与太阳的距离将只有7度。 这是自1818年1月3日後又一次一颗行星被另一颗行星掩星，然而下一次掩星将发生在不到两年后的2067年7月15日。

### 2066年
英国预计至少有50万人年龄超过100岁。

### 2067年
- 2月15日— 假定在此之前美国版权法中的版权擁有期不再延长，所有1972年2月15日之前的录音製品都将进入美国公共领域。[4]
- 世界协调时的7月15日11时56分水星将隐匿于海王星。 这种罕见的现象在地球上很难观测到。
- 10月—主动搜寻地外文明计划在烏克蘭葉夫帕托里亞通過70米碟形天線發送的宇宙的呼喚訊號將到它的目的地，恒星HD 178428。

### 2068年
- 發現氦百週年纪念碑的時間囊在1968年被锁定後過了100年再次打開。
- 据未来学家大卫·帕斯克（David Passig）预测，到2068年将会有一个海底城市。

### 2069年
11月—1999年主动搜寻地外文明计划在烏克蘭葉夫帕托里亞通過70米碟形天線發送的宇宙的呼喚訊號將到它的目的地，奚仲四三合星系統。

## 宗教和精神上的預测

### 2060年
艾萨克·牛顿预言，根据他对圣经的解释，世界将在2060年之前结束。

### 2062年
在新纪元运动中有影响力的占星家Dane Rudhyar在1972年预言，宝瓶座年代将在公元2062年开始。